# Eucuspidella pedunculata
Eucuspidella pedunculata is een hydroïdpoliep uit de familie Campanulinidae. De poliep komt uit het geslacht Eucuspidella. Eucuspidella pedunculata werd in 1877 voor het eerst wetenschappelijk beschreven door Allman. 